# Сассетта (город)
   Это статья о городе и коммуне. О художнике читайте статью Сассетта.
Сассетта (итал. Sassetta) — коммуна в Италии, располагается в регионе Тоскана, в провинции Ливорно.
Население составляет 548 человек (2008 г.), плотность населения составляет 21 чел./км². Занимает площадь 26 км². Почтовый индекс — 57020. Телефонный код — 0565.

## Демография
Динамика населения:

## Администрация коммуны
- Официальный сайт: http://www.comunedisassetta.com/